# Proales fleetensis
Proales fleetensis is een raderdiertjessoort uit de familie Proalidae. De wetenschappelijke naam van deze soort is voor het eerst geldig gepubliceerd in 1995 door Saunders-Davies.